# Ordine di Orange
L'Ordine di Orange è una fratellanza protestante, nata come società segreta nel 1795 dai presbiteriani dell'Ulster allo scopo di organizzare la lotta contro i possidenti cattolici e contro l'associazione degli Irlandesi Uniti e per difendere gli interessi locali contro il governo di Londra.
Dopo aver messo da parte le originali tendenze repubblicane e dopo l'Atto d'unione del 1800, l'Ordine di Orange si dedicò soprattutto alla difesa degli interessi protestanti, trovando larga diffusione anche in Gran Bretagna e, attorno alla prima metà del secolo, negli Stati Uniti.
Agli inizi del XX secolo ebbe grande influenza sul sorgere del movimento protestante irlandese che si opponeva al progetto di Home Rule.